# Fronteira Guiné–Mali
A fronteira entre a Guiné e o Mali é um linha de 858 km de extensão, sentido oeste-leste-sul, que separa o nordeste da Guiné do extremo sudoeste do território do Mali. É atravessada ou definida por muitos rios, entre eles o rio Bakoy. No oeste faz a tríplice fronteira Guiné-Mali-Senegal, segue para leste até cerca de metade da sua extensão, daí vai para o sul até outra fronteira tripla, dos dois países com a Costa do Marfim. Separa de noroeste para sudeste as regiões:
- do Mali - Kayes, Koulikoro, Sikasso.
- da Guiné - Labé, Faranah, Kankan.

Ambas nações são colônias francesas da África Ocidental desde o século XIX e vêm a obter suas independências. Em 1958 a Guiné e em 1959, o Mali, que formou por um ano a chamada Federação do Mali junto com o vizinho Senegal.